# سرویس میزبانی فایل
سرویس میزبانی فایل (به انگلیسی: File hosting service) به گونه‌ای سرویس میزبانی اینترنتی می‌گویند که به شکل ویژه، برای میزبانی فایل‌های کاربران طراحی شده‌است. این خدمات، به کاربران اجازه می‌دهند فایل‌هایشان را آپلود کنند و از کامپیوتر، تبلت یا تلفن هوشمند دیگری به آن‌ها دسترسی داشته باشند. این خدمات می‌توانند برای اشتراک‌گذاری فایل‌ها با دیگران نیز استفاده شوند.
مانند گوگل درایو، دراپ باکس، وان درایو و …